# جواو باتيستا (لاعب كرة قدم)
جواو باتيستا (بالبرتغالية: João Batista Casemiro Marques‏) (بالتركية: Mertol Karatay)‏ هو لاعب كرة قدم تركي وبرازيلي في مركز الوسط، ولد في 4 مارس 1975 في Cataguases ‏ في البرازيل. لعب مع قونية سبور.

## وصلات خارجية
- جواو باتيستا (لاعب كرة قدم) على موقع اتحاد تركيا (لاعب) (الإنجليزية)
- جواو باتيستا (لاعب كرة قدم) على موقع اتحاد أوكرانيا (الإنجليزية)
- جواو باتيستا (لاعب كرة قدم) على موقع قاعدة بيانات كرة القدم.إي يو (الإنجليزية)
- جواو باتيستا (لاعب كرة قدم) على موقع Soccerway.com (الإنجليزية)
- جواو باتيستا (لاعب كرة قدم) على موقع عالم كرة القدم.نت (الإنجليزية)